# مات إسترادا
مات إسترادا (بالإنجليزية: Matt Estrada)‏ هو لاعب كرة قدم أمريكية أمريكي، ولد في 20 أكتوبر 1988 في لا هابرا في الولايات المتحدة.

## وصلات خارجية
- مات إسترادا على موقع مرجع كرة القدم المحترفة.كوم (الإنجليزية)
- مات إسترادا على موقع JustSportsStats.com (الإنجليزية)